# David Hampshire
David Hampshire (n. 29 decembrie 1917 – d. 25 august 1990) a fost un pilot englez de Formula 1 care a evoluat în Campionatul Mondial în sezonul 1950.